# Westermann’sches Haus

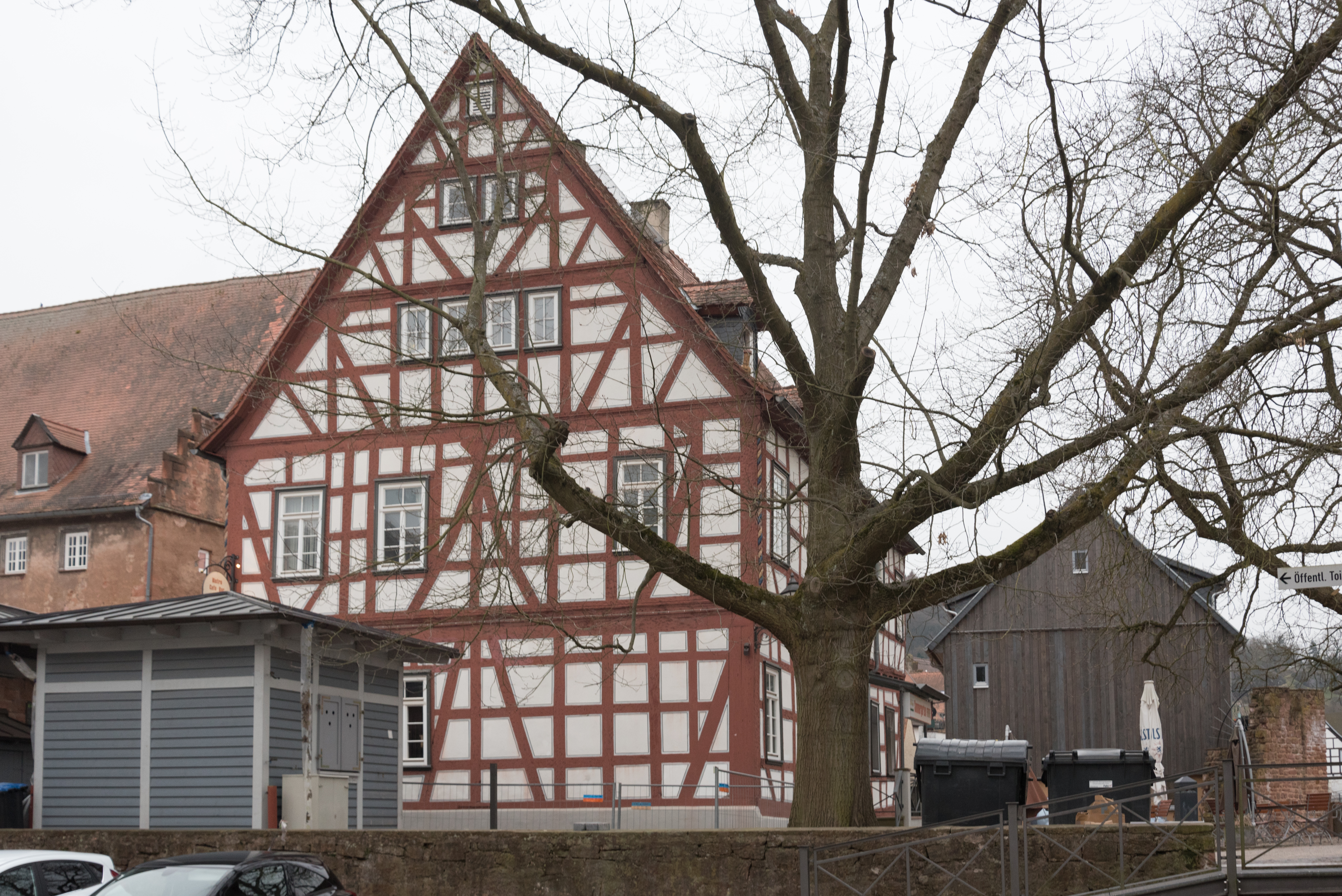
Westermann’sches Haus in Büdingen

Das sogenannte Westermann’sche Haus in der Altstadt von Büdingen, einer Stadt im Wetteraukreis in Hessen, wurde 1698 errichtet und im 19. Jahrhundert teilweise erneuert. Das Wohnhaus mit der Adresse Auf dem Damm 2 ist ein geschütztes Kulturdenkmal.
Das riegelartig gelagerte Fachwerkhaus bildet die südwestliche Begrenzung des Marktplatzes. Die Anordnung der Hölzer und des Zwerchhauses ist achsensymmetrisch. Andreaskreuze schmücken die Brüstungen.